# Ханти-Мансијск
Ханти-Мансијск (рус. Ха́нты-Манси́йск, хан. Ёмвош, ман. Абга) град је у Русији и административни, историјски, културни и спортски центар аутономног округа Хантија-Мансија. До 1940. звао се Остјако-Вогуљск (рус. Остя́ко-Вогу́льск). Према попису становништва из 2010. у граду је живело 79.410 становника.
Град се налази у централном делу западног Сибира. Од Москве је удаљен 1.900 километара ваздушном линијом. Лежи у области тајги на реци Иртиш, око 15 километара од њеног ушћа у реку Об. 

## Клима
Клима у Ханти-Мансијску је екстремна, и креће се од минималних −49°C до максималних 34,5°C. Просечна годишња температура је −1,1°C. Падавина је мало: 553 милиметара годишње.
| Клима Ханти-Мансијск                 | Клима Ханти-Мансијск | Клима Ханти-Мансијск | Клима Ханти-Мансијск | Клима Ханти-Мансијск | Клима Ханти-Мансијск | Клима Ханти-Мансијск | Клима Ханти-Мансијск | Клима Ханти-Мансијск | Клима Ханти-Мансијск | Клима Ханти-Мансијск | Клима Ханти-Мансијск | Клима Ханти-Мансијск | Клима Ханти-Мансијск |
| Показатељ \ Месец                    | .Јан.                | .Феб.                | .Мар.                | .Апр.                | .Мај.                | .Јун.                | .Јул.                | .Авг.                | .Сеп.                | .Окт.                | .Нов.                | .Дец.                | .Год.                |
| ------------------------------------ | -------------------- | -------------------- | -------------------- | -------------------- | -------------------- | -------------------- | -------------------- | -------------------- | -------------------- | -------------------- | -------------------- | -------------------- | -------------------- |
| Апсолутни максимум, °C (°F)          | 40,1 (104,2)         | 4,5 (40,1)           | 10,5 (50,9)          | 25,1 (77,2)          | 32,0 (89,6)          | 33,2 (91,8)          | 34,2 (93,6)          | 31,6 (88,9)          | 27,3 (81,1)          | 20,4 (68,7)          | 10,8 (51,4)          | 10,7 (51,3)          | 40,1 (104,2)         |
| Максимум, °C (°F)                    | −15,2 (4,6)          | −13,1 (8,4)          | −3,6 (25,5)          | 4,1 (39,4)           | 12,8 (55)            | 20,4 (68,7)          | 23,0 (73,4)          | 18,9 (66)            | 12,0 (53,6)          | 3,6 (38,5)           | −7,1 (19,2)          | −12,5 (9,5)          | 3,6 (38,5)           |
| Просек, °C (°F)                      | −19,3 (−2,7)         | −17,2 (1)            | −8,2 (17,2)          | −0,5 (31,1)          | 7,8 (46)             | 15,7 (60,3)          | 18,4 (65,1)          | 14,6 (58,3)          | 8,2 (46,8)           | 0,7 (33,3)           | −10,4 (13,3)         | −16,5 (2,3)          | −0,6 (30,9)          |
| Минимум, °C (°F)                     | −23,3 (−9,9)         | −21,2 (−6,2)         | −12,8 (9)            | −5,1 (22,8)          | 2,7 (36,9)           | 10,9 (51,6)          | 13,8 (56,8)          | 10,3 (50,5)          | 4,4 (39,9)           | −2,3 (27,9)          | −13,6 (7,5)          | −20,5 (−4,9)         | −4,7 (23,5)          |
| Апсолутни минимум, °C (°F)           | −47,7 (−53,9)        | −44,1 (−47,4)        | −34,1 (−29,4)        | −28,6 (−19,5)        | −14,9 (5,2)          | −2,8 (27)            | 4,0 (39,2)           | 0,6 (33,1)           | −7,5 (18,5)          | −19,9 (−3,8)         | −41,5 (−42,7)        | −48,5 (−55,3)        | −48,5 (−55,3)        |
| Количина падавина, mm (in)           | 29,9 (1,177)         | 22,7 (0,894)         | 25,4 (1)             | 28,3 (1,114)         | 45,9 (1,807)         | 58,1 (2,287)         | 69,9 (2,752)         | 77,9 (3,067)         | 56,7 (2,232)         | 47,4 (1,866)         | 39,5 (1,555)         | 35,9 (1,413)         | 537,6 (21,165)       |
| Извор: Ханты-Мансийск - meteolabs.ru |                      |                      |                      |                      |                      |                      |                      |                      |                      |                      |                      |                      |                      |

## Становништво
Према прелиминарним подацима са пописа, у граду је 2010. живело 79.410 становника, 25.457 (47,18%) више него 2002.
| 1939. | 1959.  | 1970.  | 1979.  | 1989.  | 2002.  | 2010.  |
| ----- | ------ | ------ | ------ | ------ | ------ | ------ |
| 7.488 | 20.677 | 24.754 | 28.266 | 34.462 | 53.953 | 80.151 |

## Привреда
Нафтна индустрија чини 88,6% привреде града. 

## Култура
У граду постоје 4 православна храма, 4 библиотеке, 7 кино и театарских дворана, 8 музеја и Државни универзитет Југре.

## Спорт
Ханти-Мансијск је центар зимских спортова од светског значаја. Ту се одржава Светски куп у биатлону, а 2003. одржано је Светско првенство у овом спорту. Овде се 2010. одржала Шаховска олимпијада. 